# Nephrodium cuspidatum
Nephrodium cuspidatum là một loài thực vật có mạch trong họ Dryopteridaceae. Loài này được (Mett.) H. Christ miêu tả khoa học đầu tiên năm 1906.